# Харитонова, Вера Марковна
Вера Марковна Харитонова — советский хозяйственный и государственный деятель, лауреат Государственной премии СССР за выдающиеся достижения в труде.

## Биография
Родилась в 1946 году в Иркутской области. Член КПСС.
В 1966—1991 — ученица шлифовщика, шлифовщица, член цехового партбюро, партгруппорг бригады, член совета наставников производственного объединения «Ташкентский транспортный завод имени 50-летия СССР» Министерства сельскохозяйственного машиностроения СССР.
За большой личный вклад в техническое перевооружение производства была в составе коллектива удостоен Государственной премии СССР за выдающиеся достижения в труде 1986 года.
Делегат XIX конференции КПСС.
Жила в Ташкенте.

## Награды
- Орден Ленина (1986)
- Орден Знак Почёта (1981)